# Objaw Prehna
Objaw Prehna – objaw zmniejszenia dolegliwości bólowych w mosznie po jej uniesieniu przez lekarza w badaniu przedmiotowym w przypadku zapalenia najądrza (objaw Prehna dodatni) i zwiększenia dolegliwości w przypadku skrętu szypuły jądra (objaw Prehna ujemny).